# Anne-Marie Mouri-Nkeng
Anne-Marie Mouri-Nkeng, née le 30 novembre 1975, est une athlète camerounaise. 

## Biographie
Anne-Marie Mouri-Nkeng est médaillée d'argent en heptathlon aux championnats d'Afrique 1996 à Yaoundé. Elle est éliminée en séries du relais 4 × 100 mètres féminin aux Jeux olympiques d'été de 2000 à Sydney.